# 다이슨 (기업)

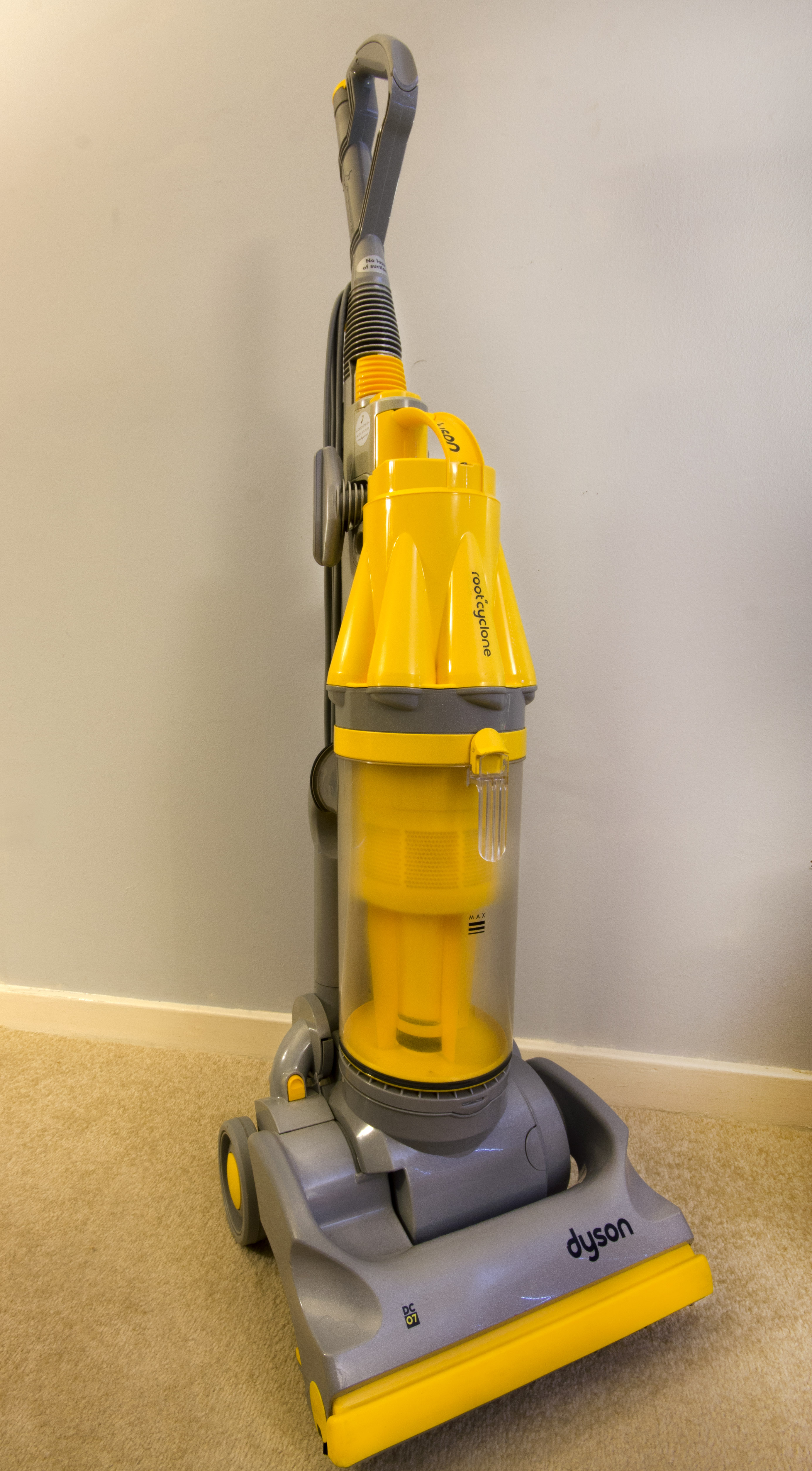
다이슨 청소기

다이슨(영어: Dyson Ltd.)은 1993년 제임스 다이슨이 설립한 영국의 전자제품 기업이다. 본사는 싱가포르에 있다.

## 논란

### 특허 분쟁 및 소송
다이슨은 에어 멀티플라이어(Air Multiplier)라는 이름의 날개없는 선풍기를 만들어 판매하고 있다. 이에 대해 여러 국가에서 특허 분쟁을 빚고 있다. 다이슨은 대한민국의 기업 코스텔을 특허권 침해로 고소했지만 코스텔 측은 1989년 일본에서 공개된 기술이라는 입장이다.
2009년 영국 고등법원이 13일 삼성전자에 영국 다이슨 테크놀로지의 특허권을 침해했다며 다이슨사에 59만 파운드(85만2600달러)를 배상하라고 판결하였다.